# (67161) 2000 AA205
2000 أي أي 205 (ويعرف أيضًا باسم (67161) 2000 أي أي 205 وفق تسمية الكوكب الصغير) (بالإنجليزية: 2000 AA205)‏ هو كويكب ضمن حزام الكويكبات؛ وترتيبه 67161 من حيث الاكتشاف.
اكتُشف هذا الجُرم الفلكي بواسطة تاكيشي أوراتا ‏ في 8 يناير 2000.

## وصلات خارجية
- (67161) 2000 AA205 في قاعدة بيانات مختبر الدفع النفاث لأجرام النظام الشمسي الصغيرة

- الاكتشاف · مخطط المدار ·  العناصر المدارية · المعلمات المادية

- (67161) 2000 AA205 على موقع ويكي سكاي: DSS2, SDSS, GALEX, IRAS, Hydrogen α, X-Ray, Astrophoto, Sky Map, Articles and images